# أناستاسيوس الأول
أناستاسيوس الأول (باللاتينية: Flavius Anastasius Augustus) منذ 431 حتى 9 يوليو 518، كان إمبراطورًا بيزنطيًا منذ 491 حتى 518. عمل أناستاسيوس الأول في الإدارة الحكومية. اعتلى العرش في سن 61 عامًا، بعد اختياره من قبل زوجة سلفه زينون. تسببت ميوله الدينية في إثارة التوترات خلال فترة حكمه. يشير اسمه إلى نشأة مسيحية خالصة؛ إذ أن أناستاسيوس تعني في الإغريقية «البعث»، على عكس الأباطرة المسيحيين السابقين له، الذين كانوا منحرفين، خاصة قسطنطين الأول.
اتسم حكمه بتحسنات في الحكومة، والاقتصاد، والبيروقراطية في الإمبراطورية الرومانية الشرقية. ترك أناستاسيوس الأول للحكومة الإمبراطورية فائض موازنة يُقدر بـ23 مليون صوليدوس؛ بسبب مكافحة الفساد الحكومي في عصره، وإصلاحات القانون الضريبي، وتقديم شكل جديد من العملات.

## النشأة
ولد أناستاسيوس الأول في دراس، بتاريخ غير معلوم، لكن يُعتقد أنه لا يبعد عن عام 431. ولد في عائلة من الإيليريون، ابنًا لأحد أشراف دراس يُسمى بومبيوس (ولد في عام 410)، وأمه أناستاسيا كونستانتينا (ولدت في 410). كانت أمه مؤمنة بالآريوسية، وكانت الحفيدة الكبرى للقيصر الروماني قنسطانطيوس غالوس، وزوجته كونستانتينا (ابنة وأخت الأباطرة). كان لأناستاسيوس عين سوداء وعين زرقاء (حالة تُعرف بتغاير لون القزحيتين)، ولهذا السبب سُمي بديكوريس (وتعني بالإغريقية مزدوج الحدقة). كان أناستاسيوس ناجحًا في الإدارة في قسم المالية قبل أن يصبح إمبراطورًا.

## تبوء العرش
تكاثرت الأدلة على رغبة المواطنين الرومانيين في إمبراطور روماني ومسيحي أرثوذكسي بعد وفاة زينون (491). تجمعت الحشود بعد وفاة زينون في القسطنطينية يهتفون «امنحوا الإمبراطورية إمبراطورًا أرثوذوكسيًا!» لجأت أرملة زينون أريادني إلى أناستاسيوس تحت هذا الضغط. كان أناستاسيوس في الستين من عمره عندما اعتلى العرش. من الجدير بالملاحظة أن أريادني اختارت أناستاسيوس مفضلة إياه على شقيق زينون لونغينوس، الذي كان اختيارًا منطقيًا عن أناستاسيوس، فأثار ذلك حفيظة السلالة الإيساورية. لم ترحب بعض الجماعات به أيضًا، ومنهم الجماعة الزرقاء والجماعة الخضراء. ألفت تلك الجماعات عصابات شوارع وأحزابًا سياسية تحت قيادة وتوجيه لونغينوس. أثارت الجماعات الزرقاء والحضراء شغبًا بصورة متكررة، ما سبب خسائر في الأرواح وتلفيات أخرى. كان أناستاسيوس معتنقًا للمونوفيزية. وعقب ذلك أن طلب منه بطريرك القسطنطينية القسم بعدم التنصل من مجمع خلقيدونية.
تزوجت أريادني من أناستاسيوس في العشرين من مايو 491، بعد اعتلائه العرش بفترة وجيزة. حظي الإمبراطور بشعبية هائلة بسبب الإعفاء من الضرائب، خاصة إلغاء الضرائب الكريهة على المحاصيل التي كان يدفعها الفقراء. وأظهر حماسة وطاقة في إدارة شؤون الإمبراطورية.

## السياسة الخارجية والحروب
خاضت الإمبراطورية الرومانية الشرقية تحت حكم أناستاسيوس الحرب الإيساورية ضد لونغينوس وحرب أناستازيا ضد الإمبراطورية الساسانية الفارسية.
أشعل الحرب الإيساورية (492-497) أشياع لونغينوس، شقيق زينون، الذي أُهمل عرشه لصالح أناستاسيوس. اندلعت معركة كوتاهيا في عام 492، ومثلت بداية هذا التمرد، ولكن استمرت حرب العصابات في الجبال الإيساورية لعدة سنوات. دارت المقاومة في الجبال حول احتفاظ الإيساوريين بقلعة بابيروس. استمرت الحرب لمدة خمس سنوات، ولكن أناستاسيوس مرر تشريعًا متعلقًا بالاقتصاد في منتصف تسعينيات القرن الخامس، مقترحًا أن الحرب الإيساورية لم تستنفذ موارد الحكومة وطاقاتها. هُزمت المقاومة الإيساورية بعد خمس سنوات، وأُجبر عدد كبير من الإيساوريين على الانتقال إلى تراقيا، لضمان عدم التمرد مجددًا.
أثناء حرب أناستازيا بين عامي 502-504 ضد الإمبراطورية الساسانية الفارسية، احتلت الإمبراطورية الساسانية مدن ثيودوسيوبوليس وآمد، ولكن الرومان استعادوا آمد في ما بعد، مقابل الذهب. عانت المقاطعات الفارسية أيضًا، وانتهى الأمر بالسلام في عام 506. شيّد أناستاسيوس حصنًا منيعًا في دراس، أطلق عليه اسم أناستاسيبوليس، لمراقبة الفارسيين في نصيبين. ولكن المقاطعات البلقانية كُشفت وخلت من الجنود، ودُمرت بفعل هجمات السلاف والبلغار، وشيّد الإمبراطور سور أناستازيا لحماية القسطنطينية وجوارها، وامتد من بروبونتيس حتى البحر الأسود. حول الإمبراطور أناستاسيوس الأول مدينته دراس إلى واحدة من أقوى المدن المحصنة على البحر الأدرياتيكي، من خلال تشييد قلعة دوريس.

## السياسات المدنية والمسيحية
كان الإمبراطور مسيحيًا مؤمنًا بالعقيدة الميافيزية، يتبع تعاليم البابا السكندري كيرلس الأول وساويرس الأنطاكي الذي تنص تعاليمه على أن «للمسيح طبيعة متجسدة واحدة» في وحدة غير قابلة للانقسام بين الإلهي والبشري. وعلى الرغم من ذلك، كانت سياسة الإمبراطور الدينية معتدلة. سعى الإمبراطور إلى الحفاظ على مبادئ هينتوكيون زينون والسلام مع الكنيسة. اتبع الإمبراطور أناستاسيوس الأول انتصاره العسكري ضد الفارسيين بإقالة بطريرك خلقيدونية، واستبدله بآخر ميافيزي. انتهك هذا الفعل الاتفاق مع بطريرك القسطنطينية وأثار التوتر في خليقدونية. بدأ اللواء فيتاليان في السنة التالية بالتمرد، وهزم الجيش الإمبراطوري سريعًا وزحف نحو القسطنطينية. منح أناستاسيوس الأول اللواء فيتالين لقب قائد جيش تراقيا وبدأ بالتواصل مع البابا للوصول لتسوية لإنهاء الانشقاق الأكياني، مدفوعًا بحصار الجيش للقسطنطينية. هاجم اللواء مارينوس قوات فيتالين وأجبره وقواته على التحرك إلى شمال تراقيا، بعد سنتين من الحادثة. حظي أناستاسيوس بسيطرة لا نزاع عليها للإمبراطورية حتى وفاته في 518 بعد اختتام الصراع.

## الإصلاحات الإدارية والعملة الجديدة
يشتهر أناستاسيوس الأول باهتمامه غير المسبوق بالكفاءة الإدارية وقضايا الاقتصاد. من أمارات ذلك أنه بدّل طريقة الدفع في المعاملات الحكومية من المقايضة بالبضائع إلى العملة الصعبة. قللت هذه الممارسة من احتمالية الاختلاس والحاجة لنقل وحفظ المؤن. كما ساعدت على سهولة الحسابات. طُبقت هذه الممارسة على الضرائب أيضًا، وأجبرت المتعاملين على الدفع نقدًا بدلًا من الدفع بالبضائع. كما أنهى إمداد الجنود بالأسلحة والأزياء، ومنح كل جندي كمية سخية من المال ليشتري حاجته. أثمرت تلك التغيرات المطبقة على السياسة الإمبراطورية جيدًا، ودفع المطالَبون بالضرائب قليلًا منها عمّا قبل، وارتفعت عائدات الحكومة. سمح الارتفاع في العائد الحكومي برفع رواتب الجنود، ما دفع الجنود الرومان الأهليين للالتحاق بالعمل العسكري، على نقيض البرابرة والإيساوريين الذين اعتمد عليهم الأباطرة السابقون. يُنسب للإمبراطور أناستاسيوس الأول أيضًا «الإدارة الرشيدة» لموارد الإمبراطورية المالية.
استمر أناستاسيوس الأول، في خضم هذه الإصلاحات، في بيع المناصب الرسمية. وباع منها الكثير لدرجة اتهامه بالتسهيل لإنشاء أرستقراطية مدنية. دعم هذا الادعاء النمو الملحوظ لتأثير العائلات التي تقلدت المناصب الرفيعة في الحكومة، مثل بطالمة مصر. كان ذلك مصدر إلغاز للمؤرخين، فقد ظهر أن الإمبراطور قلص من الفساد الحكومي في مناطق أخرى. منح أناستاسيوس الأول مناصب رسمية لأصدقائه المقربين مثل اللواء سيلير، وصهره وشقيقه وأبناء أخوته وأحفادهم.
عانى النظام المالي المعقد للإمبراطورية البيزنطية الأولى من انهيار في منتصف القرن الخامس، وأعاد أناستاسيوس الأول إحياءه في عام 498. شمل النظام الجديد ثلاث فئات عملة ذهبية، الصوليدوس ونصفها وثلثها، وخمس فئات من النحاس، الفوليس وقيمتها 40 نومس، وكسورها حتى النومس الواحد. أصبحت العملة الجديدة جزءًا مهمًا من التجارة مع المناطق الأخرى. وجدت عملة الفوليس في صحراء جهارجوي، وفي شمال نهر جيحون. وجدت أربع وحدات من عملة صوليدوس بعيدًا من الإمبراطورية الرومانية في الصين. لا يقترح هذا الاكتشاف أن الصين كانت شريكًا تجاريًا مع الإمبراطورية، لكن يبدو أن الصين والإمبراطورية الرومانية تواصلا تجاريًا من خلال تجار وسط آسيا المسافرين عبر طريق الحرير. حاول بعض شركاء الرومان تقليد عملات أناستاسيوس. ظلت العملة التي اعتمدها أناستاسيوس مستخدمة وقابلة للتداول لمدة كبيرة.